# Superintendencia de Educación
La Superintendencia de Educación en Chile es un organismo creado por la Ley Sistema Nacional de Aseguramiento de la Calidad de la Educación Parvularia, Básica y Media y su Fiscalización, ley Nº 20.529 publicada el 27 de agosto de 2011, en el primer gobierno del presidente Sebastián Piñera (2010-2014). Su entrada en funciones se inició el 1 de septiembre de 2012. El primer superintendente fue Manuel Casanueva de Landa. En 2015, a través de la Ley 20.835, la Superintendencia de Educación amplió sus facultades al primer nivel educativo, con la creación de la Intendencia de Educación Parvularia.

## Atribuciones
Tiene 4 atribuciones principales:
1. Fiscalizar que los sostenedores de establecimientos educacionales de nivel escolar (parvularia, básica y media) reconocidos oficialmente por el Estado se ajusten a las leyes, reglamentos e instrucciones que dicte la Superintendencia, es decir,  la normativa educacional.
2. Fiscalizar los recursos y auditar rendición de cuentas: exigirá a los establecimientos una rendición de ingresos y gastos, lo que permitirá fiscalizar la legalidad del uso de los recursos que le entrega el Estado a los establecimientos, es decir las subvenciones. Esta institución velará para que los recursos que entrega el Estado se usen para la educación de los niños, niñas y jóvenes.
3. Atender las denuncias y reclamos de estos, aplicando las sanciones que en cada caso corresponda.
4. Entregar información  de interés a la comunidad educativa, sobre los resultados del proceso de fiscalización y sanción de cada establecimiento, ya sea de educación parvularia, básica o media.

## Ventajas
Se separan las funciones del Ministerio y ahora la superintendencia será quien debe fiscalizar. Esto facilita la operación correcta sin conflictos de interés por parte de la autoridad.